# Saint-André-de-Chalencon
 Saint-André-de-Chalencon  es una población y comuna francesa, situada en la región de Auvernia, departamento de Alto Loira, en el distrito de Yssingeaux y cantón de Retournac.

## Demografía
| 513 | 449 | 329 | 343 | 271 | 278 |
| Para los censos de 1962 a 1999 la población legal corresponde a la población sin duplicidades (Fuente: INSEE [Consultar]) |     |     |     |     |     |